# Henrik Ruud Tovås
Henrik Ruud Tovås (* 6. März 1987 in Oslo) ist ein norwegischer Handballspieler, der beim norwegischen Erstligisten Bækkelaget Håndball Elite spielt.

## Karriere
Henrik Ruud Tovås spielte in der norwegischen Postenligaen bei Haslum HK, für den er im Europapokal der Pokalsieger, dem EHF-Pokal, dem EHF Europa Pokal und der EHF Champions League auflief. Zur Saison 2013/14 wechselte der 1,93 Meter große Torwart zum deutschen Zweitligisten SC DHfK Leipzig, mit dem er 2015 in die Handball-Bundesliga aufstieg. Ab der Saison 2015/16 steht er beim Drittligisten HC Elbflorenz zwischen den Pfosten. Im Sommer 2017 wechselte er zum norwegischen Erstligisten Bækkelaget Håndball Elite.
Tovås gehört zum Kader der Norwegischen Nationalmannschaft, für die er bisher elf Länderspiele bestritt.